# ابوالفيروز (حومة دشتستان)
ابوالفيروز (بالفارسية: ابوالفیروز) هي قرية تقع في إيران في منطقة مركزية ريفية. يقدر عدد سكانها بـ 347 نسمة بحسب إحصاء 2016.